# Sindrome dei capelli impettinabili
La sindrome dei capelli impettinabili, conosciuta anche come pili trianguli et canaliculi, sindrome dei capelli di lana di vetro e capelli inacconciabili, è una rara anomalia strutturale del capello che può manifestarsi con diversi livelli di gravità e che fu descritta per la prima volta all'inizio del ventesimo secolo.
 Gli effetti di questa sindrome iniziano a manifestarsi tra i 3 mesi e i 12 anni di età e il solo modo per contrastarli è quello di mantenere i capelli bagnati o intrecciati. Spesso poi, sul finire dell'adolescenza, tali effetti si affievoliscono.

## Sintomatologia

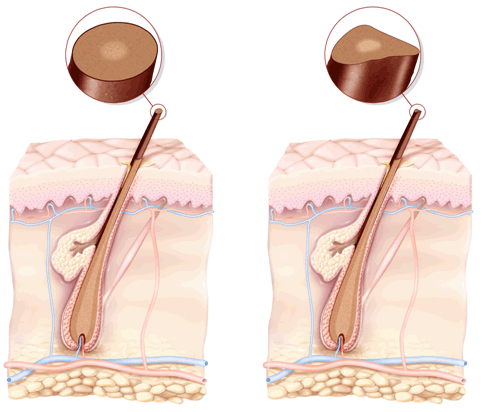
A sinistra il fusto di un capello normale, a destra quello di un capello di una persona affetta dalla sindrome dei capelli impettinabili.

Nelle persone affette da sindrome dei capelli impettinabili, i capelli si presentano in quantità comparabile a quelli di una persona sana e solitamente di colore biondo-argento o giallo paglierino. La capigliatura è però disordinata e non può essere appiattita o lisciata pettinandola, l'unico modo per controllarla è infatti quello di intrecciare i capelli.

## Eziologia
L'anomalia strutturale alla base di questa sindrome è la scanalatura longitudinale del fusto del capello, il quale ha una sezione triangolare e non circolare e proprio a tale sezione triangolare si ritiene che sia dovuta la rigidità dei capelli non pettinabili.  Tale particolarità è causata dalla mutazione di uno di tre possibili geni: il PADI3, il TGM3 o il TCHH3. Una simile mutazione porterebbe a una cheratinizzazione prematura della guaina della radice interna, che condurrebbe ai sopraccitati risultati. In particolare, l'ultimo di questi tre geni conterrebbe le informazioni utili alla codifica di una proteina importante per la struttura del fusto del capello, fusto in cui tali proteine Tchh sono legate da finissimi filamenti di cheratina. A predisporre tali proteine al legame e ad effettuare il legame vero e proprio sarebbero invece due enzimi le cui informazioni di codifica sono contenute rispettivamente nei geni PADI3 e TGM.
Si ritiene che la modalità di ereditarietà sia autosomica dominante, sebbene sia stato anche proposto uno schema autosomico recessivo con vari gradi di penetranza.

## Storia
Un possibile caso di sindrome dei capelli impettinabili è stato riportato nel 1912 da A.F. Le Double e F. Houssay, mentre essa fu ufficialmente descritta per la prima volta nel 1973 da A. Dupré, P. Rochiccioli e J.L. Bonafé, che la battezzarono "cheveux incoiffables" (in francese: "capelli inacconciabili"). Poco più tardi, essa fu poi indipendentemente descritta come "spun-glass hair" (in inglese: "capelli di lana di vetro") da J.D. Stroud e A.H. Mehregan. L'attuale nome con cui è maggiormente nota questa condizione fu infine coniato nei primi anni ottanta.
Ad oggi sono stati registrati solamente poco più di un centinaio di casi di questa malattia, sebbene i ricercatori siano convinti che essa sia molto più diffusa. Perché gli effetti della sindrome siano visibili, infatti, occorre che almeno il 50% dei capelli sia affetto da questa anomalia, la quale, in un individuo asintomatico, è riscontrabile solo attraverso un esame al miscroscopio elettronico del capello.

## Condizioni simili
Esistono altre sindromi che comportano anormalità nella capigliatura tali da rendere i capelli non pettinabili, tra queste si possono citare la sindrome di Rapp-Hodgkin, la sindrome EEC (ectrodattilia - displasia ectodermica - labiopalatoschisi) e altre forme di displasia ectodermica. Tuttavia, a differenze delle sopraccitate sindromi, quella dei capelli impettinabili non è associata con anormalità fisiche, neurologiche o mentali.